# Ischak Masalijew
Ischak Absamatowicz Masalijew, kirg. Исхак Абсаматович Масалиев (ur. 21 maja 1960 w Osz) – kirgiski polityk oraz działacz narodowy, deputowany do Rady Najwyższej II, III, IV oraz VI kadencji, przewodniczący Komitetu Centralnego Partii Komunistów Kirgistanu, dyrektor fundacji im. Absamata Masalijewa.

## Wykształcenie
W 1977 roku ukończył szkołę średnią numer 27 we Frunze, a w 1982 roku Kirgiski Narodowy Uniwersytet im. Yusufa Balasaghunia na kierunku „Historia, nauczyciel historii”. W latach 1982–1986 wykładał na tym uniwersytecie w katedrze historii Komunistycznej Partii Związku Radzieckiego (od 1985 historii okresu sowieckiego). W 1989 ukończył nań aspiranturę.

## Działalność polityczna
Do KPZR wstąpił w 1982 roku. W latach 1989–1993 działał w organach służb wewnętrznych obwodu oszyńskiego. Od 1994 roku do 1997 pracował w służbach celnych obwodu oszyńskiego, a w latach 1997–1998 pełnił funkcję naczelnika Państwowej Inspekcji Celnej Republiki Kirgistan.
Członek Rady Najwyższej II, III, IV (wybrany z listy Partii Komunistów Kirgistanu) oraz VI kadencji (wybrany z listy Önügüü-Progres). W czasie swojej pracy parlamentarnej był m.in. przewodniczącym komisji do spraw zwalczenia korupcji, szarej sfery oraz przestępczości zorganizowanej (2000-2001); komisji do spraw prawodawstwa konstytucyjnego, ustroju państwa oraz prawowitości (2005) oraz członkiem narodowej rady do walki z korupcją (2009).
14 maja 2000 roku aresztowany przez Państwowe Służby Bezpieczeństwa Kirgistanu pod zarzutem organizacji zamieszek. Od 28 maja przebywał w areszcie domowym. Oczyszczony ze stawianych mu zarzutów 4 marca 2011 roku.
Postanowił startować w Wyborach prezydenckich w 2017 roku. Jego kandydatura została 24 lipca zarejestrowana przez Centralną Komisją Wyborczą Kirgistanu. Z powodu niedostarczenia wymaganej ilości 30 tysięcy podpisów poparcia nie został dopuszczony do startu w wyborach.
Mimo rezygnacji Partii Komunistów z udziału w wyborach parlamentarnych w 2020 roku wystartował w nich z listy ugrupowania Bütün Kyrgyzstan.